# Univerzita Paříž VI
Univerzita Paříž VI, francouzsky plným názvem Université Paris VI Pierre et Marie Curie je francouzská vysoká škola, která se specializuje na přírodní vědy. Hlavní sídlo školy se nachází v Paříži v 5. obvodu v Latinské čtvrti v kampusu Jussieu. Nese jména Pierra Curie a Marie Curie-Skłodowské. Ve školním roce 2009/2010 měla škola celkem 29 560 studentů.

## Historie
Univerzita vznikla 1. ledna 1971 při rozdělení Pařížské univerzity z části její fakulty přírodních věd (další byly přičleněny k univerzitám Paříž VII, Paříž XII a Paříž XIII) a z části lékařské fakulty (další byly přičleněny k univerzitám Paříž V, Paříž VII a Paříž XIII).

## Členění univerzity
Univerzita má tyto fakulty: lékařská fakulta Pierre a Marie Curie, chemická fakulta, fakulta projektantství, matematická fakulta Pierre a Marie Curie, fyzická fakulta Pierre a Marie Curie, biologická fakulta a výzkumný ústav Terre, environnement, biodiversité (Země, životní prostředí a biodiverzita). K univerzitě patří dále École polytechnique universitaire Pierre et Marie Curie (Polytechnická univerzitní škola Pierre a Marie Curie), Institut d'astrophysique de Paris (Astrofyzický ústav v Paříži), Observatoire océanologique de Roscoff (Oceánografická observatoř v Roscoffu), Observatoire océanologique de Banyuls (Oceánografická observatoř v Banyulsu) a Observatoire océanologique de Villefranche-sur-Mer (Oceánografická observatoř v Villefranche-sur-Mer). Součástí univerzity je rovněž Bibliothèque universitaire Pierre-et-Marie-Curie (Univerzitní knihovna Pierra a Marie Curieových).